# Llista de topònims de Gaià
Llista de topònims (noms propis de lloc) del municipi de Gaià, al Bages
Informació actualitzada per un bot. Els canvis manuals es perdran quan s'actualitzi!

## barraca de vinya
| imatge | Nom                         | Ubicat a | instància de     | Detalls                     | coordenades | Protecció                                  | Commons (més fotos) | Dades a WD                    |
| ------ | --------------------------- | -------- | ---------------- | --------------------------- | --- | ------------------------------------------ | ------------------- | ----------------------------- |
|        | barraca de cal Felip        | Gaià     | barraca de vinya | Estil: arquitectura popular | 41° 54′ 44″ N, 1° 53′ 24″ E / 41.91231°N,1.88998°E ca:Sector sud-oest del terme de Gaià                                                                 |                                            |                     | Modifica les dades a Wikidata |
|        | barraca de cal Miquel       | Gaià     | barraca de vinya | Estil: arquitectura popular | 41° 54′ 42″ N, 1° 53′ 25″ E / 41.9117°N,1.89038°E ca:Sector sud-oest del terme de Gaià                                                                  |                                            |                     | Modifica les dades a Wikidata |
|        | barraca de vinya            | Gaià     | barraca de vinya | Estil: arquitectura popular | | bé integrant del patrimoni cultural català |                     | Modifica les dades a Wikidata |
|        | barraca de vinya            | Gaià     | barraca de vinya | Estil: arquitectura popular | 41° 53′ 57″ N, 1° 53′ 31″ E / 41.89909°N,1.89193°E ca:Prop de la carretera de Prats de Lluçanès (BV-4401), al km 1,4. Sector sud-oest del terme de Gaià |                                            |                     | Modifica les dades a Wikidata |
|        | barraca del Camp de la Roca | Gaià     | barraca de vinya | Estil: arquitectura popular | 41° 54′ 47″ N, 1° 53′ 34″ E / 41.91292°N,1.89285°E ca:Sector sud-oest del terme de Gaià                                                                 |                                            |                     | Modifica les dades a Wikidata |

## casa
| imatge | Nom                   | Ubicat a | instància de | Detalls                          | coordenades                                                                         | Protecció | Commons (més fotos) | Dades a WD                    |
| ------ | --------------------- | -------- | ------------ | -------------------------------- | ----------------------------------------------------------------------------------- | --------- | ------------------- | ----------------------------- |
|        | Ca l'Agnesó           | Gaià     | casa         | 1783                             | 41° 54′ 46″ N, 1° 53′ 16″ E / 41.91268°N,1.88766°E ca:Carrer Gramulà, 22. Galera    |           |                     | Modifica les dades a Wikidata |
|        | Ca l'Agnès            | Gaià     | casa         | 1778                             | 41° 54′ 46″ N, 1° 53′ 15″ E / 41.91269°N,1.8876°E ca:Carrer Gramulà, 24. Galera     |           |                     | Modifica les dades a Wikidata |
|        | Ca l'Agustí           | Gaià     | casa         |                                  | 41° 54′ 45″ N, 1° 53′ 20″ E / 41.91262°N,1.88885°E ca:Camí de la Roca, 3. Galera    |           |                     | Modifica les dades a Wikidata |
|        | Ca l'Andreu           | Gaià     | casa         | 1790                             | 41° 54′ 45″ N, 1° 53′ 18″ E / 41.91241°N,1.88829°E ca:Carrer Gramulà, 2. Galera     |           |                     | Modifica les dades a Wikidata |
|        | Cal Cacahuero         | Gaià     | casa         | 20th century                     | 41° 54′ 46″ N, 1° 53′ 20″ E / 41.91291°N,1.88897°E ca:Camí de l'Era, 4. Galera      |           |                     | Modifica les dades a Wikidata |
|        | Cal Cansalada         | Gaià     | casa         | Estil: arquitectura popular 1873 | 41° 54′ 46″ N, 1° 53′ 15″ E / 41.91283°N,1.88747°E ca:Carrer Gramulà, 30. Galera    |           |                     | Modifica les dades a Wikidata |
|        | Cal Cisteller         | Gaià     | casa         | 1831                             | 41° 54′ 45″ N, 1° 53′ 20″ E / 41.91253°N,1.88876°E ca:Plaça de l'Església. Galera   |           |                     | Modifica les dades a Wikidata |
|        | Cal Cristinu          | Gaià     | casa         |                                  | 41° 54′ 46″ N, 1° 53′ 16″ E / 41.9127°N,1.88785°E ca:Carrer Major, 17. Galera       |           |                     | Modifica les dades a Wikidata |
|        | Cal Felip             | Gaià     | casa         | 1876                             | 41° 54′ 46″ N, 1° 53′ 16″ E / 41.91264°N,1.88771°E ca:Carrer Gramulà, 20. Galera    |           |                     | Modifica les dades a Wikidata |
|        | Cal Freixa            | Gaià     | casa         |                                  | 41° 54′ 46″ N, 1° 53′ 15″ E / 41.91276°N,1.88754°E ca:Carrer Gramulà, 28. Galera    |           |                     | Modifica les dades a Wikidata |
|        | Cal Jan (Galera)      | Gaià     | casa         | 1778                             | 41° 54′ 45″ N, 1° 53′ 17″ E / 41.91259°N,1.88799°E ca:Carrer Gramulà, 12. Galera    |           |                     | Modifica les dades a Wikidata |
|        | Cal Jordi             | Gaià     | casa         | 1803                             | 41° 54′ 45″ N, 1° 53′ 16″ E / 41.9126°N,1.88776°E ca:Carrer Gramulà, 18. Galera     |           |                     | Modifica les dades a Wikidata |
|        | Cal Lluís             | Gaià     | casa         |                                  | 41° 54′ 46″ N, 1° 53′ 15″ E / 41.91273°N,1.88756°E ca:Carrer Gramulà, 26. Galera    |           |                     | Modifica les dades a Wikidata |
|        | Cal Miquel            | Gaià     | casa         | 1776                             | 41° 54′ 45″ N, 1° 53′ 17″ E / 41.91247°N,1.88818°E ca:Carrer Gramulà, 6. Galera     |           |                     | Modifica les dades a Wikidata |
|        | Cal Pau               | Gaià     | casa         | 1791                             | 41° 54′ 45″ N, 1° 53′ 18″ E / 41.91244°N,1.88825°E ca:Carrer Gramulà, 4. Galera     |           |                     | Modifica les dades a Wikidata |
|        | Cal Ramon Obradors    | Gaià     | casa         | 20th century                     | 41° 54′ 46″ N, 1° 53′ 20″ E / 41.91285°N,1.88901°E ca:Camí de l'Era, 2. Galera      |           |                     | Modifica les dades a Wikidata |
|        | Cal Riereta           | Gaià     | casa         | 1803                             | 41° 54′ 45″ N, 1° 53′ 16″ E / 41.91263°N,1.88789°E ca:Carrer Gramulà, 14. Galera    |           |                     | Modifica les dades a Wikidata |
|        | Cal Rierola           | Gaià     | casa         | 1836                             | 41° 54′ 47″ N, 1° 53′ 14″ E / 41.91295°N,1.88733°E ca:Carrer Gramulà, 34-36. Galera |           |                     | Modifica les dades a Wikidata |
|        | Cal Sellarès          | Gaià     | casa         |                                  | 41° 54′ 48″ N, 1° 53′ 13″ E / 41.91334°N,1.88708°E ca:Carrer Major, 44. Galera      |           |                     | Modifica les dades a Wikidata |
|        | Cal Servereta         | Gaià     | casa         |                                  | 41° 54′ 47″ N, 1° 53′ 14″ E / 41.91311°N,1.88718°E ca:Carrer Major, 39. Galera      |           |                     | Modifica les dades a Wikidata |
|        | Cal Simonet           | Gaià     | casa         | Estil: arquitectura popular 1856 | 41° 54′ 46″ N, 1° 53′ 15″ E / 41.9129°N,1.88742°E ca:Carrer Gramulà, 32. Galera     |           |                     | Modifica les dades a Wikidata |
|        | Cal Taulé             | Gaià     | casa         |                                  | 41° 54′ 45″ N, 1° 53′ 19″ E / 41.91261°N,1.88872°E ca:Plaça de l'Església. Galera   |           |                     | Modifica les dades a Wikidata |
|        | Cal Tiet              | Gaià     | casa         | 1796                             | 41° 54′ 45″ N, 1° 53′ 17″ E / 41.91254°N,1.88806°E ca:Carrer Gramulà, 10. Galera    |           |                     | Modifica les dades a Wikidata |
|        | Cal Ton dels Bous     | Gaià     | casa         |                                  | 41° 54′ 48″ N, 1° 53′ 14″ E / 41.9133°N,1.88714°E ca:Carrer Major, 40. Galera       |           |                     | Modifica les dades a Wikidata |
|        | Cal Vilagaià (Galera) | Gaià     | casa         | 1786                             | 41° 54′ 45″ N, 1° 53′ 17″ E / 41.91253°N,1.88811°E ca:Carrer Gramulà, 8. Galera     |           |                     | Modifica les dades a Wikidata |
|        | Cal Xarama            | Gaià     | casa         | 1897                             | 41° 54′ 47″ N, 1° 53′ 14″ E / 41.913°N,1.88723°E ca:Carrer Gramulà, 38. Galera      |           |                     | Modifica les dades a Wikidata |

## conjunt d'edificis
| imatge | Nom          | Ubicat a | instància de                         | Detalls                     | coordenades                                                                             | Protecció                                  | Commons (més fotos) | Dades a WD                    |
| ------ | ------------ | -------- | ------------------------------------ | --------------------------- | --------------------------------------------------------------------------------------- | ------------------------------------------ | ------------------- | ----------------------------- |
|        | El Serrat    | Gaià     | conjunt d'edificis                   |                             | 41° 54′ 05″ N, 1° 53′ 59″ E / 41.90144°N,1.89976°E ca:Sector sud-oest del terme de Gaià |                                            |                     | Modifica les dades a Wikidata |
|        | Pla del Forn | Gaià     | conjunt d'edificis nucli de població | Estil: arquitectura popular | 41° 54′ 43″ N, 1° 55′ 17″ E / 41.91188°N,1.921425°E 445 msnm                            | bé integrant del patrimoni cultural català |                     | Modifica les dades a Wikidata |

## edifici
| imatge | Nom                    | Ubicat a | instància de | Detalls                     | coordenades                                                                                                   | Protecció | Commons (més fotos) | Dades a WD                    |
| ------ | ---------------------- | -------- | ------------ | --------------------------- | --- | --------- | ------------------- | ----------------------------- |
|        | Barraca                | Gaià     | edifici      | Estil: arquitectura popular | 41° 54′ 51″ N, 1° 53′ 14″ E / 41.91413°N,1.88713°E ca:Sector sud-oest del terme de Gaià                       |           |                     | Modifica les dades a Wikidata |
|        | capella de Santa Àgata | Gaià     | edifici      | 19th century                | 41° 55′ 08″ N, 1° 55′ 10″ E / 41.9189°N,1.91958°E ca:Turó de Santa Àgata, al sector central del terme de Gaià |           |                     | Modifica les dades a Wikidata |
|        | cobert de cal Rierola  | Gaià     | edifici      |                             | 41° 54′ 46″ N, 1° 53′ 23″ E / 41.9128°N,1.88981°E ca:Camí de la Roca. Galera                                  |           |                     | Modifica les dades a Wikidata |

## element arquitectònic
| imatge | Nom                        | Ubicat a | instància de          | Detalls      | coordenades                                                                            | Protecció | Commons (més fotos) | Dades a WD                    |
| ------ | -------------------------- | -------- | --------------------- | ------------ | -------------------------------------------------------------------------------------- | --------- | ------------------- | ----------------------------- |
|        | forn de ginebró del Serrat | Gaià     | element arquitectònic | 19th century | 41° 54′ 06″ N, 1° 54′ 04″ E / 41.90166°N,1.90115°E ca:Sector central del terme de Gaià |           |                     | Modifica les dades a Wikidata |
|        | forn de guix de Vilagaià   | Gaià     | element arquitectònic |              | 41° 54′ 20″ N, 1° 54′ 16″ E / 41.9056°N,1.90458°E ca:Sector sud-oest del terme de Gaià |           |                     | Modifica les dades a Wikidata |

## entitat singular de població
| imatge | Nom    | Ubicat a | instància de                                   | Detalls | coordenades                                                                                        | Protecció | Commons (més fotos) | Dades a WD                    |
| ------ | ------ | -------- | ---------------------------------------------- | ------- | -------------------------------------------------------------------------------------------------- | --------- | ------------------- | ----------------------------- |
|        | Gaià   | Gaià     | entitat singular de població capital municipal | 108 hab | 41° 55′ 00″ N, 1° 55′ 33″ E / 41.91662143°N,1.92570947°E 480 msnm                                  |           |                     | Modifica les dades a Wikidata |
|        | Galera | Gaià     | entitat singular de població                   | 70 hab  | 41° 54′ 46″ N, 1° 53′ 17″ E / 41.912755°N,1.888067°E ca:Sector sud-oest del terme de Gaià 382 msnm |           | Galera (Gaià)       | Modifica les dades a Wikidata |

## era
| imatge | Nom                    | Ubicat a | instància de | Detalls | coordenades                                                                                                 | Protecció | Commons (més fotos) | Dades a WD                    |
| ------ | ---------------------- | -------- | ------------ | ------- | --- | --------- | ------------------- | ----------------------------- |
|        | era de cal Lluís       | Gaià     | era          |         | 41° 54′ 49″ N, 1° 53′ 13″ E / 41.91362°N,1.88707°E ca:Galera, al sector sud-oest del terme de Gaià          |           |                     | Modifica les dades a Wikidata |
|        | era del Comú de Galera | Gaià     | era          |         | 41° 54′ 48″ N, 1° 53′ 17″ E / 41.91323°N,1.88793°E ca:Raval de Galera, al sector sud-oest del terme de Gaià |           |                     | Modifica les dades a Wikidata |

## església
| imatge | Nom                                  | Ubicat a | instància de | Detalls                                                  | coordenades                                                                            | Protecció                                  | Commons (més fotos)    | Dades a WD                    |
| ------ | ------------------------------------ | -------- | ------------ | -------------------------------------------------------- | -------------------------------------------------------------------------------------- | ------------------------------------------ | ---------------------- | ----------------------------- |
|        | Sant Andreu de Genescà               | Gaià     | església     | Estil: arquitectura romànica                             | 41° 54′ 49″ N, 1° 54′ 42″ E / 41.913652°N,1.911604°E ca:Prop de la masia de Genescà    | bé integrant del patrimoni cultural català | Sant Andreu de Genescà | Modifica les dades a Wikidata |
|        | Sant Bartomeu de la Vall de Vilaramó | Gaià     | església     | Estil: arquitectura romànica                             | 41° 57′ 47″ N, 1° 56′ 31″ E / 41.962957°N,1.942063°E                                   | bé integrant del patrimoni cultural català |                        | Modifica les dades a Wikidata |
|        | Sant Esteve de Vilaramó              | Gaià     | església     | Estil: arquitectura romànica                             | 41° 56′ 53″ N, 1° 55′ 53″ E / 41.948006°N,1.931383°E                                   | bé integrant del patrimoni cultural català |                        | Modifica les dades a Wikidata |
|        | Sant Jordi de Lloberes               | Gaià     | església     | Estil: arquitectura romànica                             | 41° 56′ 27″ N, 1° 57′ 47″ E / 41.940869°N,1.963087°E                                   | bé integrant del patrimoni cultural català | Sant Jordi de Lloberes | Modifica les dades a Wikidata |
|        | Sant Pere de Monistrol               | Gaià     | església     | Estil: barroc Estat: ruïnós                              | 41° 55′ 10″ N, 1° 53′ 49″ E / 41.9194°N,1.89692°E                                      | bé integrant del patrimoni cultural català | Sant Pere de Monistrol | Modifica les dades a Wikidata |
|        | Santa Maria de Gaià                  | Gaià     | església     | Estil: arquitectura del Renaixement arquitectura barroca | 41° 55′ 00″ N, 1° 55′ 33″ E / 41.916641°N,1.925843°E                                   | bé integrant del patrimoni cultural català | Santa Maria de Gaià    | Modifica les dades a Wikidata |
|        | església de Galera                   | Gaià     | església     | 20th century                                             | 41° 54′ 44″ N, 1° 53′ 19″ E / 41.91224°N,1.88871°E ca:Plaça de l'Església, s/n. Galera |                                            |                        | Modifica les dades a Wikidata |

## masia
| imatge | Nom                   | Ubicat a | instància de | Detalls                                  | coordenades                                                                                                  | Protecció                                  | Commons (més fotos) | Dades a WD                    |
| ------ | --------------------- | -------- | ------------ | ---------------------------------------- | --- | ------------------------------------------ | ------------------- | ----------------------------- |
|        | Badia                 | Gaià     | masia        |                                          | 41° 54′ 12″ N, 1° 55′ 28″ E / 41.9033362538715°N,1.92455548891197°E ca:Sector sud del terme de Gaià          |                                            |                     | Modifica les dades a Wikidata |
|        | Ca l'Obradors         | Gaià     | masia        | Estil: arquitectura popular              | 41° 55′ 14″ N, 1° 53′ 58″ E / 41.920505°N,1.899422°E                                                         | bé integrant del patrimoni cultural català |                     | Modifica les dades a Wikidata |
|        | Cal Cepillot          | Gaià     | masia        | Estil: arquitectura popular              | | bé integrant del patrimoni cultural català |                     | Modifica les dades a Wikidata |
|        | Cal Cisteller         | Gaià     | masia        |                                          | 41° 56′ 02″ N, 1° 55′ 07″ E / 41.9339573342933°N,1.91864945749736°E ca:Al sector nord-oest del terme de Gaià |                                            |                     | Modifica les dades a Wikidata |
|        | Cal Genescà           | Gaià     | masia        | Estil: arquitectura popular              | 41° 54′ 47″ N, 1° 54′ 46″ E / 41.913109°N,1.912711°E ca:Prop del nucli de Gaià                               | bé integrant del patrimoni cultural català |                     | Modifica les dades a Wikidata |
|        | Cal Paloses           | Gaià     | masia        | Estil: arquitectura popular              | 41° 56′ 15″ N, 1° 54′ 56″ E / 41.937477°N,1.915651°E                                                         | bé integrant del patrimoni cultural català |                     | Modifica les dades a Wikidata |
|        | Cal Pei               | Gaià     | masia        |                                          | 41° 56′ 51″ N, 1° 56′ 10″ E / 41.947534748989°N,1.9359808203448°E                                            |                                            |                     | Modifica les dades a Wikidata |
|        | Cal Ponç              | Gaià     | masia        |                                          | 41° 54′ 43″ N, 1° 56′ 43″ E / 41.9119412833951°N,1.94534353226198°E                                          |                                            |                     | Modifica les dades a Wikidata |
|        | Cal Pragonès          | Gaià     | masia        | Estil: arquitectura popular              | 41° 55′ 02″ N, 1° 56′ 08″ E / 41.917087°N,1.935543°E                                                         | bé integrant del patrimoni cultural català |                     | Modifica les dades a Wikidata |
|        | Cal Puig              | Gaià     | masia        | Estil: arquitectura popular              | 41° 55′ 22″ N, 1° 53′ 52″ E / 41.92288°N,1.897759°E                                                          | bé integrant del patrimoni cultural català |                     | Modifica les dades a Wikidata |
|        | Cal Puntes            | Gaià     | masia        |                                          | 41° 57′ 07″ N, 1° 56′ 52″ E / 41.9518635296571°N,1.94784675479364°E                                          |                                            |                     | Modifica les dades a Wikidata |
|        | Cal Sala              | Gaià     | masia        | Estil: arquitectura popular              | 41° 54′ 46″ N, 1° 55′ 40″ E / 41.912736°N,1.927645°E                                                         | bé integrant del patrimoni cultural català |                     | Modifica les dades a Wikidata |
|        | Cal Serra             | Gaià     | masia        |                                          | 41° 54′ 30″ N, 1° 56′ 41″ E / 41.9082350184474°N,1.94484991269094°E                                          |                                            |                     | Modifica les dades a Wikidata |
|        | Cal Simon de Matamala | Gaià     | masia        |                                          | 41° 56′ 16″ N, 1° 54′ 09″ E / 41.9377049294731°N,1.90260302605287°E                                          |                                            |                     | Modifica les dades a Wikidata |
|        | Cal Tiquet            | Gaià     | masia        |                                          | 41° 54′ 11″ N, 1° 53′ 58″ E / 41.90305°N,1.89951°E ca:Sector sud-oest del terme de Gaià                      |                                            |                     | Modifica les dades a Wikidata |
|        | Esplugues             | Gaià     | masia        |                                          | 41° 57′ 45″ N, 1° 57′ 14″ E / 41.9625291227903°N,1.95395841842421°E                                          |                                            |                     | Modifica les dades a Wikidata |
|        | Mas Coll de Comadons  | Gaià     | masia        | Estil: arquitectura popular              | 41° 54′ 55″ N, 1° 58′ 18″ E / 41.915147°N,1.971769°E                                                         | bé integrant del patrimoni cultural català |                     | Modifica les dades a Wikidata |
|        | Mas la Riera          | Gaià     | masia        | Estil: arquitectura popular              | 41° 54′ 05″ N, 1° 53′ 16″ E / 41.901274°N,1.887763°E                                                         | bé integrant del patrimoni cultural català |                     | Modifica les dades a Wikidata |
|        | Matamala              | Gaià     | masia        | Estil: arquitectura popular              | 41° 56′ 03″ N, 1° 53′ 59″ E / 41.934182°N,1.899724°E ca:Sector oest del terme de Gaià                        | bé integrant del patrimoni cultural català |                     | Modifica les dades a Wikidata |
|        | Peloses               | Gaià     | masia        |                                          | 41° 56′ 15″ N, 1° 54′ 59″ E / 41.937421976362°N,1.91643170415597°E ca:Sector nord-oest del terme de Gaià     |                                            |                     | Modifica les dades a Wikidata |
|        | Salomons              | Gaià     | masia        |                                          | 41° 54′ 45″ N, 1° 56′ 41″ E / 41.9125209769096°N,1.94471903051°E                                             |                                            |                     | Modifica les dades a Wikidata |
|        | Vilagaià              | Gaià     | masia        | Estil: arquitectura popular              | 41° 54′ 10″ N, 1° 54′ 22″ E / 41.90278°N,1.906008°E ca:Sector sud-oest del terme de Gaià                     | bé integrant del patrimoni cultural català |                     | Modifica les dades a Wikidata |
|        | Viranes               | Gaià     | masia        |                                          | 41° 54′ 45″ N, 1° 57′ 25″ E / 41.912602716862°N,1.9570596764765°E                                            |                                            |                     | Modifica les dades a Wikidata |
|        | el Coll de Comadoms   | Gaià     | masia        |                                          | 41° 54′ 54″ N, 1° 58′ 19″ E / 41.9151193197049°N,1.97201283173764°E                                          |                                            |                     | Modifica les dades a Wikidata |
|        | el Prat               | Gaià     | masia        | Estil: arquitectura popular 18th century | 41° 54′ 59″ N, 1° 55′ 32″ E / 41.91636°N,1.925661°E 480 msnm                                                 | bé cultural d'interès local                | El Prat (Gaià)      | Modifica les dades a Wikidata |
|        | el Soler de Lloberes  | Gaià     | masia        | Estil: arquitectura popular              | 41° 55′ 33″ N, 1° 57′ 21″ E / 41.925829°N,1.955732°E                                                         | bé integrant del patrimoni cultural català |                     | Modifica les dades a Wikidata |
|        | el Vilaró             | Gaià     | masia        | Estil: arquitectura popular              | 41° 56′ 44″ N, 1° 54′ 32″ E / 41.94552°N,1.909024°E                                                          | bé integrant del patrimoni cultural català |                     | Modifica les dades a Wikidata |
|        | la Codina             | Gaià     | masia        | Estil: arquitectura popular 1862         | 41° 55′ 52″ N, 1° 56′ 18″ E / 41.931041°N,1.938206°E ca:Sector central del terme de Gaià                     | bé integrant del patrimoni cultural català |                     | Modifica les dades a Wikidata |
|        | la Noguera            | Gaià     | masia        | Estil: arquitectura popular              | 41° 55′ 39″ N, 1° 55′ 36″ E / 41.92751°N,1.926535°E ca:Sector central del terme de Gaià                      | bé integrant del patrimoni cultural català |                     | Modifica les dades a Wikidata |
|        | la Plana              | Gaià     | masia        |                                          | 41° 55′ 33″ N, 1° 53′ 13″ E / 41.9259272723833°N,1.88700564758571°E ca:Sector oest del terme de Gaià         |                                            |                     | Modifica les dades a Wikidata |
|        | la Rierola            | Gaià     | masia        |                                          | 41° 54′ 21″ N, 1° 53′ 15″ E / 41.9058°N,1.88761°E ca:Sector oest del terme de Gaià 345.5 msnm                |                                            |                     | Modifica les dades a Wikidata |
|        | la Vall de Vilaramó   | Gaià     | masia        | Estil: arquitectura popular              | 41° 57′ 47″ N, 1° 56′ 34″ E / 41.963124°N,1.942784°E ca:Sector nord-est del terme de Gaià                    | bé integrant del patrimoni cultural català |                     | Modifica les dades a Wikidata |

## muntanya
| imatge | Nom                 | Ubicat a | instància de | Detalls | coordenades                                                                                          | Protecció | Commons (més fotos)      | Dades a WD                    |
| ------ | ------------------- | -------- | ------------ | ------- | --- | --------- | ------------------------ | ----------------------------- |
|        | Serrat de l'Àliga   | Gaià     | muntanya     |         | 41° 55′ 09″ N, 1° 54′ 14″ E / 41.919062°N,1.90389°E ca:Secttor sud-oest del terme de Gaià 527.1 msnm |           | Serrat de l'Àliga (Gaià) | Modifica les dades a Wikidata |
|        | Serrat de la Guineu | Gaià     | muntanya     |         | 41° 55′ 15″ N, 1° 58′ 08″ E / 41.9207°N,1.96878°E 617.1 msnm                                         |           |                          | Modifica les dades a Wikidata |
|        | Turó de Cal Ponç    | Gaià     | muntanya     |         | 41° 55′ 03″ N, 1° 56′ 41″ E / 41.91753222°N,1.94458611°E 588.9 msnm                                  |           |                          | Modifica les dades a Wikidata |
|        | Turó de Manovens    | Gaià     | muntanya     |         | 41° 54′ 35″ N, 1° 56′ 26″ E / 41.90979167°N,1.94058889°E 534.1 msnm                                  |           |                          | Modifica les dades a Wikidata |
|        | Turó de Santa Àgata | Gaià     | muntanya     |         | 41° 55′ 08″ N, 1° 55′ 10″ E / 41.919°N,1.91944°E 524.2 msnm                                          |           |                          | Modifica les dades a Wikidata |
|        | l'Ossera            | Gaià     | muntanya     |         | 41° 54′ 23″ N, 1° 57′ 39″ E / 41.9065°N,1.96071°E 636.2 msnm                                         |           |                          | Modifica les dades a Wikidata |

## pont
| imatge | Nom                       | Ubicat a       | instància de | Detalls                                                     | coordenades | Protecció | Commons (més fotos) | Dades a WD                    |
| ------ | ------------------------- | -------------- | ------------ | ----------------------------------------------------------- | --- | --------- | ------------------- | ----------------------------- |
|        | Palanca de l'Ametlla      | Gaià Puig-reig | pont         | 1890 Travessa: Llobregat Llarg: 54m Ample: 2.45m            | 41° 54′ 40″ N, 1° 53′ 01″ E / 41.9110779652433°N,1.88356195611045°E ca:La palanca de l'Ametlla                    |           |                     | Modifica les dades a Wikidata |
|        | Pont de Castellet         | Gaià Navàs     | pont         | 1966 Travessa: Llobregat Hi passa: BV-4401 Estat: bon estat | 41° 54′ 03″ N, 1° 53′ 13″ E / 41.9009053748587°N,1.88684958460399°E ca:Sector sud-oest del terme de Gaià 332 msnm |           |                     | Modifica les dades a Wikidata |
|        | Pont de Gaià              | Gaià           | pont         | 20th century Estat: bon estat                               | 41° 54′ 18″ N, 1° 54′ 43″ E / 41.90489°N,1.91193°E ca:Sector sud-oest del terme de Gaià 365 msnm                  |           |                     | Modifica les dades a Wikidata |
|        | Pont del Molí del Vilaró  | Gaià           | pont         | 20th century Estat: bon estat                               | 41° 56′ 39″ N, 1° 54′ 05″ E / 41.94404°N,1.90131°E ca:Sector nord-oest del terme de Gaià 388 msnm                 |           |                     | Modifica les dades a Wikidata |
|        | pont de cal Jan de l'Hort | Gaià           | pont         |                                                             | 41° 54′ 42″ N, 1° 53′ 40″ E / 41.91169°N,1.89436°E ca:Sector sud-oest del terme de Gaià                           |           |                     | Modifica les dades a Wikidata |

## riu
| imatge | Nom           | Ubicat a                                                                          | instància de | Detalls                                                   | coordenades                                                                                               | Protecció | Commons (més fotos) | Dades a WD                    |
| ------ | ------------- | --------------------------------------------------------------------------------- | ------------ | --------------------------------------------------------- | --- | --------- | ------------------- | ----------------------------- |
|        | Llobregat     | Catalunya província de Barcelona Catalunya Central Àmbit Metropolità de Barcelona | riu          | Desemboca: mar Mediterrània Llarg: 175km Conca: 4948.3km² | 42° 16′ 57″ N, 2° 00′ 46″ E / 42.282412°N,2.012826°E 41° 18′ 08″ N, 2° 07′ 55″ E / 41.302248°N,2.131948°E |           | Llobregat           | Modifica les dades a Wikidata |
|        | Riu de Cornet | Gaià Sallent                                                                      | riu          | Desemboca: Llobregat                                      | 41° 49′ 36″ N, 1° 53′ 30″ E / 41.826538°N,1.891568°E 41° 54′ 50″ N, 1° 57′ 05″ E / 41.913779°N,1.951417°E |           |                     | Modifica les dades a Wikidata |

## serra
| imatge | Nom                         | Ubicat a                   | instància de | Detalls | coordenades                                                                              | Protecció | Commons (més fotos) | Dades a WD                    |
| ------ | --------------------------- | -------------------------- | ------------ | ------- | ---------------------------------------------------------------------------------------- | --------- | ------------------- | ----------------------------- |
|        | serra de Vilagaià           | Gaià                       | serra        |         | 41° 54′ 40″ N, 1° 54′ 13″ E / 41.911°N,1.90371°E 491 msnm                                |           | Serra de Vilagaià   | Modifica les dades a Wikidata |
|        | serrat de Manovens          | Gaià                       | serra        |         | 41° 54′ 39″ N, 1° 56′ 06″ E / 41.91075°N,1.93502278°E 546.6 msnm                         |           |                     | Modifica les dades a Wikidata |
|        | serrat de Santa Àgata       | Gaià                       | serra        |         | 41° 55′ 09″ N, 1° 55′ 11″ E / 41.9191°N,1.91977°E ca:Al sector central del terme de Gaià |           |                     | Modifica les dades a Wikidata |
|        | serrat de Viranes           | Avinyó Gaià Sallent        | serra        |         | 41° 54′ 23″ N, 1° 57′ 39″ E / 41.9065°N,1.96071°E 636.2 msnm                             |           |                     | Modifica les dades a Wikidata |
|        | serrat de la Llobeta        | Gaià Santa Maria de Merlès | serra        |         | 41° 57′ 57″ N, 1° 56′ 15″ E / 41.96583056°N,1.93741389°E 697.5 msnm                      |           |                     | Modifica les dades a Wikidata |
|        | serrat de les Sis Quarteres | Gaià Santa Maria de Merlès | serra        |         | 41° 57′ 10″ N, 1° 54′ 40″ E / 41.9529°N,1.91103°E 525.6 msnm                             |           |                     | Modifica les dades a Wikidata |
|        | serrat del Coll de Comadoms | Avinyó Gaià                | serra        |         | 41° 54′ 40″ N, 1° 58′ 31″ E / 41.9112°N,1.9752°E 567 msnm                                |           |                     | Modifica les dades a Wikidata |

## Misc
| imatge | Nom                       | Ubicat a | instància de      | Detalls                     | coordenades                                                                                              | Protecció                                            | Commons (més fotos)       | Dades a WD                    |
| ------ | ------------------------- | -------- | ----------------- | --------------------------- | --- | ---------------------------------------------------- | ------------------------- | ----------------------------- |
|        | Balma de les Esplugues    | Gaià     | abric rocós       |                             | 41° 57′ 36″ N, 1° 57′ 07″ E / 41.9598807802203°N,1.95193829149712°E ca:Sector nord-est del terme de Gaià |                                                      |                           | Modifica les dades a Wikidata |
|        | Barraca de camp           | Gaià     | cabana            | Estil: arquitectura popular | | bé integrant del patrimoni cultural català           |                           | Modifica les dades a Wikidata |
|        | Castell de Gaià           | Gaià     | castell           |                             | 41° 55′ 08″ N, 1° 55′ 10″ E / 41.9189°N,1.91957°E                                                        | bé d'interès cultural bé cultural d'interès nacional |                           | Modifica les dades a Wikidata |
|        | Molí del Vilaró           | Gaià     | molí d'aigua      |                             | 41° 56′ 40″ N, 1° 54′ 06″ E / 41.94433°N,1.901794°E ca:Al sector nord-oest del terme de Gaià             | bé integrant del patrimoni cultural català           |                           | Modifica les dades a Wikidata |
|        | Pregones                  | Gaià     | vèrtex geodèsic   | Alt: 1.2m                   | 41° 54′ 59″ N, 1° 56′ 40″ E / 41.916317°N,1.944429°E 590.721 msnm                                        |                                                      |                           | Modifica les dades a Wikidata |
|        | casa consistorial de Gaià | Gaià     | casa consistorial |                             | 41° 55′ 00″ N, 1° 55′ 31″ E / 41.9165649°N,1.9252062°E 476 msnm                                          |                                                      | Casa consistorial de Gaià | Modifica les dades a Wikidata |
|        | creu de Coma Closa        | Gaià     | creu de terme     | 20th century                | 41° 54′ 17″ N, 1° 54′ 09″ E / 41.90486°N,1.90242°E ca:Al sector sud.oest del terme de Gaià               |                                                      |                           | Modifica les dades a Wikidata |
|        | el Raval de Gaià          | Gaià     | carrer            | Estil: arquitectura popular | 41° 55′ 06″ N, 1° 55′ 32″ E / 41.918371°N,1.925476°E                                                     | bé integrant del patrimoni cultural català           |                           | Modifica les dades a Wikidata |
|        | roure de la Discòrdia     | Gaià     | arbre singular    |                             | 41° 54′ 42″ N, 1° 53′ 43″ E / 41.91167°N,1.89519°E ca:Sector sud-oest del terme de Gaià                  |                                                      |                           | Modifica les dades a Wikidata |